# La Blanqueada

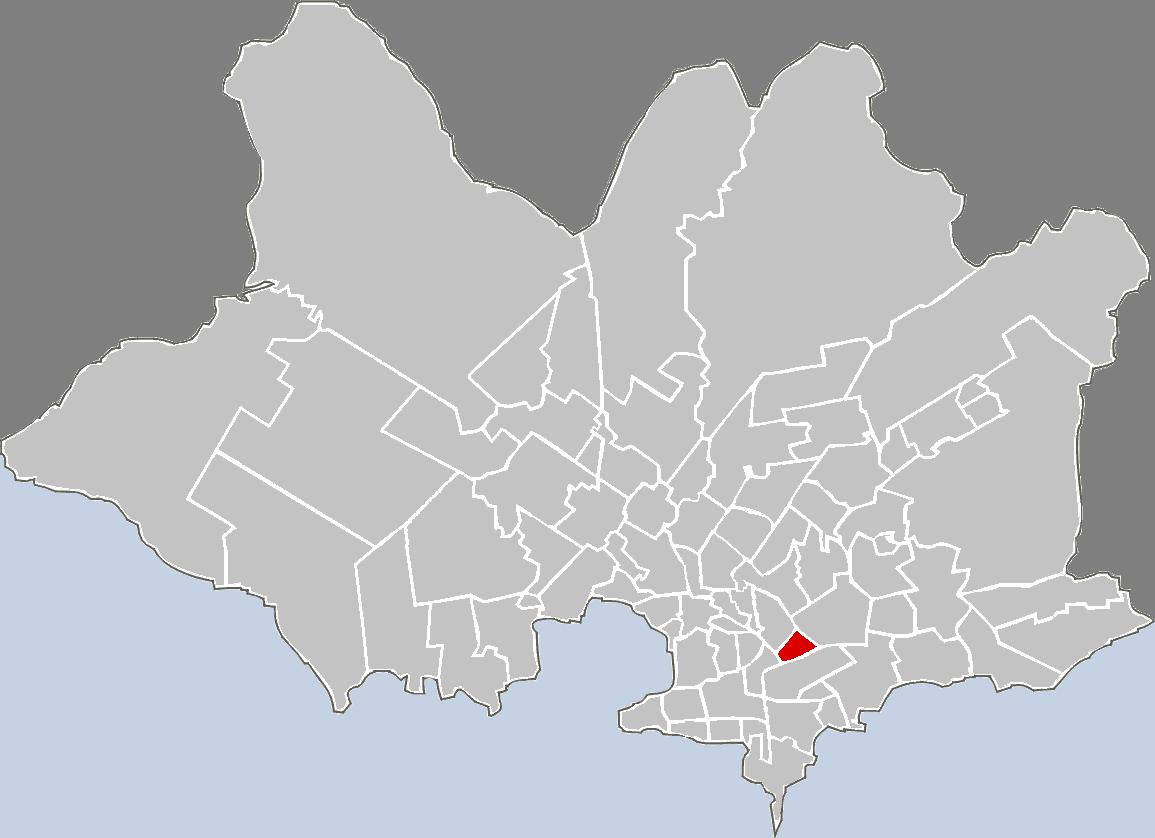
Lage von La Blanqueada in Montevideo

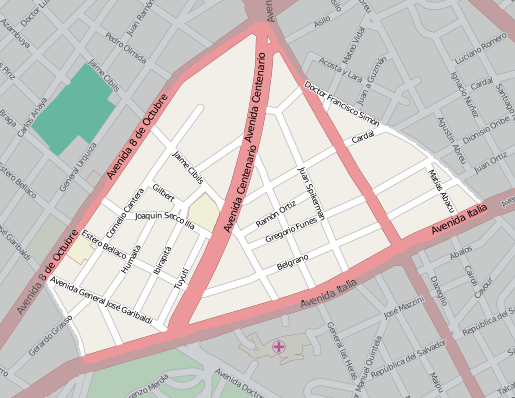
Plan von La Blanqueada

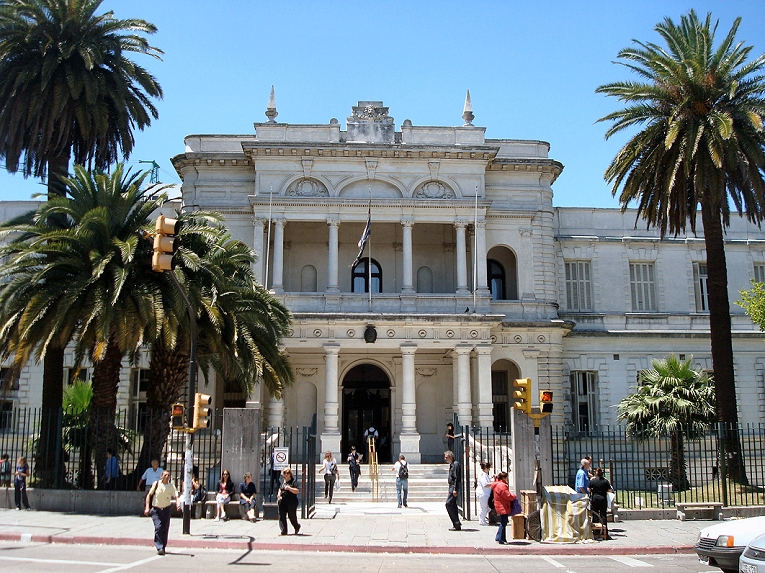
Hospital Militar in La Blanqueada

La Blanqueada ist ein Stadtviertel (barrio) der uruguayischen Hauptstadt Montevideo.

## Lage
Es befindet sich nördlich des Stadtkerns im zentralen Süden des Departamentos Montevideo. La Blanqueada grenzt dabei im Süden an das dort gelegene Viertel Parque Batlle-Villa Dolores. Südwestlich liegt der Stadtteil Tres Cruces. Im Nordwesten schließt Larrañaga an, während im Nordosten Unión das Stadtgebiet fortführt.
Eingeschlossen wird das Gebiet des Stadtviertels dabei von Südwesten im Uhrzeigersinn ausgehend von der aus den folgenden Straßen gebildeten Grenzlinie: Avenida Dr. Manuel Albo, Avenida 8 de Octubre, Avenida Dr. Luis Alberto de Herrera, Dr. Francisco Simon und Avenida Italia.
Das Gebiet von La Blanqueada ist den Municipios CH und E zugeordnet.

## Geschichte
1811 war La Blanqueada Schauplatz eines wichtigen Teils der uruguayischen Geschichte. So wurde in der Quinta de la Paraguaya (dem heutigen Parque Central) José Artigas in einer Versammlung zum Jefe de los Orientales ausgerufen.

## Infrastruktur und Beschreibung

### Bildung
In La Blanqueada liegen zahlreiche Schulen. Dies sind unter anderen das Colegio y Liceo Santa María, das Liceo Nº 3 "Damaso Antonio Larrañaga", die Escuela Superior de Comercio La Blanqueada, die Escuela N° 13 "Joaquin Mestre", die Escuela Austria, die Escuela Edmundo de Amicis, die Escuela República de Costa Rica, die Escuela Petrona Viera, die Escuela República de Panama, die Escuela Brig. Gral. Juan A. Lavalleja und die Escuela Ana Bruzzone de Scarone.

### Gesundheitswesen
Zudem sind im Viertel mehrere Krankenhäuser wie etwa das Sanatorio Nº 3 del CASMU (Maternidad), das Sanatorio Impasa und das Hospital Militar angesiedelt.

### Sport
In La Blanqueada befindet sich mit dem Estadio Gran Parque Central die Heimspielstätte des Fußballvereins Nacional, in dem am 13. Juli 1930 das erste Fußballspiel bei einer Fußball-Weltmeisterschaft stattfand. Gegner waren damals die USA und Belgien. Ferner war La Blanqueada im Jahre 1881 auch Austragungsort des ersten Fußballspiels auf uruguayischem Boden zwischen dem Montevideo Rowing Club und dem Montevideo Cricket Club.

### Sehenswürdigkeiten

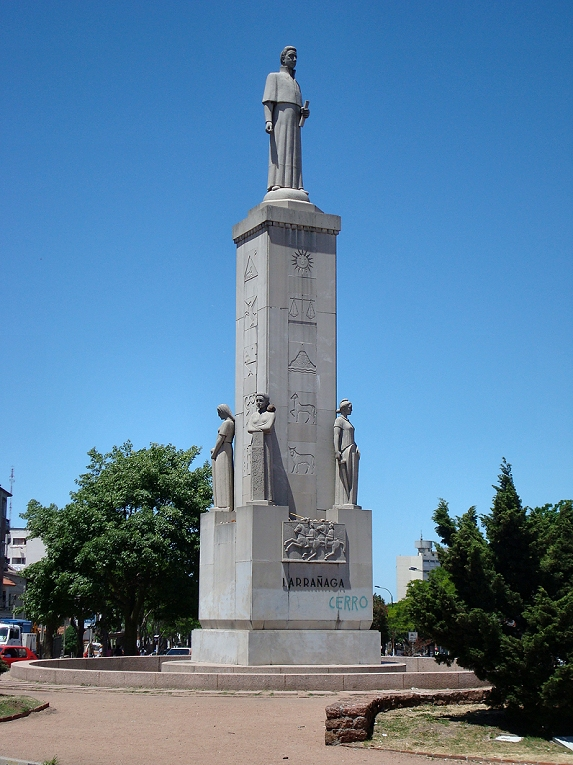
Denkmal für Dámaso Antonio Larrañaga

An der ebenfalls nach ihm benannten durch das Viertel führenden Avenida befindet sich ein Denkmal zu Ehren von Dámaso Antonio Larrañaga (Monumento a Damaso Antonio Larrañaga).